# Kalori
Kalori är en energienhet, motsvarande 4,184 joule. Enhetssymbolen är cal. Ofta används även kilokalori, som förkortas kcal. 1 kcal = 1 000 cal = 4,184 kJ = 4 184 J. 1 J = 1 Ws (wattsekund).
En kalori var ursprungligen ett mått på den energi som krävs för att höja temperaturen i ett gram vatten med en grad Celsius. Definitionen ger lite olika värden på en kalori beroende på vilken ursprungstemperatur vattnet har. Därför har man med nyare termodynamik omdefinierat en kalori som den mängd energi det krävs för att värma ett gram vatten från 14,5 till 15,5 grader Celsius under ett tryck av en atmosfär, och denna preciserade enhet betecknas cal15.
Kalori har använts inom kemin samt för att mäta energi i värme. Till exempel angavs effekten för värmepannor i megakalorier per timme, vilket i SI motsvarar 1,163 kilowatt. Ordet stammar från latinets calor som betyder värme.
Enheten kalori är numera ersatt av enheten joule i de flesta fysikaliska sammanhang. Ett undantag är vid angivande av energiinnehåll i mat; ofta anger man energiinnehållet både i kilokalorier (tusentals kalorier, kcal) och kilojoule (kJ). I vardagligt språkbruk i detta sammanhang säger man ofta felaktigt "kalori" då man menar "kilokalori".

## Energianvändning hos människa
Hur mycket energi en person använder i vila varierar från person till person och man brukar kalla detta för BMR (Basal Metabolic Rate). BMR innefattar den energi de inre organen är i behov av för att fungera korrekt, medan varje tillkommande fysisk aktivitet kommer att öka energianvändningen. Verklig total energianvändning kommer därför alltid att överstiga BMR.
Den totala energianvändningen skiljer sig från person till person dels beroende på personens BMR, samt från person till person samt dag till dag beroende på personens aktivitetsnivå. Den totala energianvändningen brukar kallas för TDEE (Total Daily Energy Expenditure).

## Ungefärligt energiinnehåll i några livsmedel
- 90 g hamburgare: 225 kcal
- 100 g tonfisk: 110 kcal
- 16 cl rödvin: 122 kcal
- 2 dl minimjölk: 70 kcal
- 2 dl standardmjölk: 120–130 kcal

- 1 gram fett motsvarar ungefär 9 kcal (detta varierar något beroende på fettsyra)
- 1 gram kolhydrater motsvarar grovt räknat ca 4 kcal
- 1 gram protein motsvarar grovt räknat ca 4 kcal
- 1 gram alkohol motsvarar ca 7 kcal

## Tabell över energianvändning
Tabellen avser kcal vid 30 minuters löpträning, med olika personvikter samt fart/ansträngningar:
| Löpträning (personvikt) | Distans löpt under 30 minuter | Distans löpt under 30 minuter | Distans löpt under 30 minuter | Distans löpt under 30 minuter | Distans löpt under 30 minuter |
| Löpträning (personvikt) | 4 km                          | 4,2 km                        | 4,85 km                       | 5,4 km                        | 6,9 km                        |
| ----------------------- | ----------------------------- | ----------------------------- | ----------------------------- | ----------------------------- | ----------------------------- |
| 55 kg                   | 233                           | 262                           | 291                           | 320                           | 422                           |
| 60 kg                   | 254                           | 286                           | 318                           | 349                           | 460                           |
| 65 kg                   | 275                           | 309                           | 344                           | 378                           | 499                           |
| 70 kg                   | 296                           | 333                           | 370                           | 407                           | 537                           |
| 75 kg                   | 317                           | 357                           | 397                           | 437                           | 575                           |
| 80 kg                   | 339                           | 381                           | 423                           | 466                           | 614                           |
| 85 kg                   | 360                           | 405                           | 450                           | 495                           | 652                           |
| 90 kg                   | 381                           | 428                           | 476                           | 524                           | 690                           |
| 95 kilo                 | 402                           | 452                           | 503                           | 553                           | 729                           |
| 100 kg                  | 423                           | 476                           | 529                           | 582                           | 767                           |
| 105 kg                  | 444                           | 500                           | 556                           | 611                           | 805                           |
| 110 kg                  | 466                           | 524                           | 582                           | 640                           | 844                           |
| 115 kg                  | 487                           | 548                           | 609                           | 669                           | 882                           |